# Cleide Amaral
Cleide Amaral (Campo Limpo Paulista, 17 de julho de 1967) é uma ex-atleta brasileira.

## Biografia
A sua jornada no esporte teve um começo um tanto inesperado, quando um treinador do Sesi em São Paulo a notou durante os Jogos Operários. Ele a convidou para treinar e a partir daí a carreira dela decolou. No ano seguinte, conquistou o Troféu Brasil, alcançou o índice para o Mundial e realizou o seu sonho de competir em uma Olimpíada. Em 1991, Cleide chegou em Presidente Prudente para fazer parte do time de atletismo da cidade.
Ela foi vencedora do Troféu Brasil de Atletismo, em 1995, nos 100m. Cleide é medalhista no Campeonato Sul-Americano de 1995, sendo prata nos 200m e ouro nos 100m, conquistando uma vaga no Mundial de Atletismo na Suécia. Também foi medalha de ouro nos 100m e 200m no Torneio Internacional Orlando Guaita, em 1995
Cleide competiu nos Jogos Olímpicos de Atlanta 1996, nos 100m, porém não chegou a avançar para as quartas de final.
Atualmente, Cleide exerce a função de professora de educação física na rede estadual de ensino em Álvares Machado, e recentemente teve a oportunidade de contribuir para o Projeto Velozes em Ação, que é liderado pelo ex-velocista André Domingos.